# Farní sbor Českobratrské církve evangelické v Suchdole nad Odrou
Farní sbor Českobratrské církve evangelické v Suchdole nad Odrou je sborem Českobratrské církve evangelické v Suchdole nad Odrou. Sbor spadá pod Moravskoslezský seniorát.
Sbor byl založen roku 1947. Jeho součástí je kazatelská stanice Bravinné, kde v současné dobš bohoslužby neprobíhají. V sídle sboru každou neděli v 11 hodin.
Sbor administruje Lubomír Červenka, kurátorem sboru je Tomáš Kalíšek.

## Faráři sboru
- Gustav Říčan (1949–1973)
- Vlastimil Kovář (1981–1992)
- Šimon Dvořák (1997–2001)
- Mária Jenčová (2006–2009)
- Vladimír Pír (2012–2021)